# Concours International de Fantasie Classique 1933

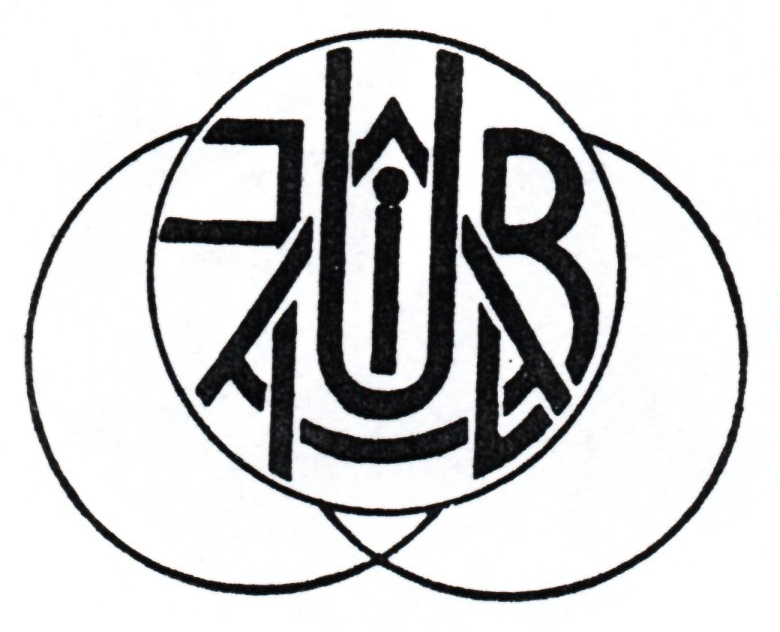
Logo UIFAB (ausrichtender Verband)

Veranstaltungsort: Lille

Concours International de Fantasie Classique 1933 war das 3. Turnier in dieser Disziplin des Karambolagebillards und fand vom 28. bis zum 29. Mai 1933 in Lille statt.

## Geschichte
Der Franzose Jean Albert gewann in Lille überlegen das dritte Concours International de Fantasie Classique vor dem Spanier Claudio Puigvert und dem Belgier Jean Faniel.

## Modus
Gespielt wurden 48 verschiedene Figuren mit verschiedenen Punktewertungen. Jeder Teilnehmer hatte pro Figur vier Versuche. Die maximale Punktzahl betrug 299 Punkte.

Gewertet wurde wie folgt:
1. Punkte = Erzielte Punkte
2. Versuche = Anzahl der gespielten Versuche
3. gelöste Figuren = gelöste Figuren
4. % = Prozentual erreichte Punkte

## Abschlusstabelle
| Platz                        | Name                  | Punkte | Versuche | gel. Figuren | %     |
| ---------------------------- | --------------------- | ------ | -------- | ------------ | ----- |
| 1                            | Jean Albert           | 106    | 159      | 21           | 35,45 |
| 2                            | Claudio Puigvert      | 76     | 168      | 14           | 25,41 |
| 3                            | Jean Faniel           | 72     | 165      | 15           | 24,08 |
| 4                            | Ernst Reicher         | 60     | 169      | 13           | 20,06 |
| 5                            | Armando Martinez Sagi | 58     | 165      | 12           | 19,39 |
| 6                            | Alfredo Ferraz        | 56     | 173      | 11           | 18,72 |
| 7                            | Théo Moons            | 41     | 180      | 7            | 13,71 |
| Turnierdurchschnitt: 22,40 % |                       |        |          |              |       |